# Fürstenzug
El Fürstenzug (català: Processó dels Prínceps) és un mural de Dresden (Alemanya). És una imatge de mida més gran que la real d'una cavalcada, feta amb unes 23.000 rajoles de porcellana de Meissen. L'obra d'art de 102 metres de llarg, que es considera el mural de porcellana més gran del món, representa els 34 marcgravis, ducs, electors i reis del llinatge Wettin que van governar Saxònia entre 1127 i 1873. Tanmateix, si també es té en compte el príncep Jordi cavalcant al darrere de la processó, que després també fou rei, aleshores hi ha un total de 35 governants dels Wettin representats a la cavalcada.
El Fürstenzug es va instal·lar en la seva forma actual l'any 1907 al carrer Augustusstraße, no gaire lluny de la Frauenkirche, a l'exterior del pati estable (Stallhof) del Palau Residencial de Dresden.

## Història
Ja l'any 1589 es va pintar amb pintura de calç el mur exterior nord del pati de l'estable que s'acabava de construir. Tanmateix, va ser meteoritzat al segle XIX; El 1865, el pintor d'història Wilhelm Walther va presentar un esborrany per al redisseny: una processó de regents saxons, apropiada per a la propera celebració dels 800 anys de la dinastia Wettin el 1889. Entre 1868 i 1872, Walther va crear un dibuix mestre de cent metres de llargada i quatre metres d'alçada utilitzant carbó vegetal sobre paper quadrat. Actualment està col·locat sobre tela i emmagatzemat en quatre rotlles de zinc a les col·leccions d'art estatals de Dresden. La creació del mural utilitzant la tècnica de l'esgrafiat, una tècnica de ratllat de guix, va durar del 1873 al 1876. Walther va començar el fris d'esgrafiats la primavera de 1873 amb el panell de l'esquerra. El 8 de juliol de 1873 es va donar a conèixer el plafó esquerre i l'herald representat. La secció fins a la figura Otó el Ric es va completar a finals de 1873. El 19 de juliol de 1876 es va acabar tota l'obra d'art i es va poder donar a conèixer completament. Walther va intentar reproduir els trets facials i els detalls històrics amb la màxima precisió possible, cosa que va ser ajudada per anys d'estudis a la galeria d'imatges i al castell. Tanmateix, el fris de la imatge en blanc i negre no era gaire resistent a la intempèrie; Al tombant de segle va mostrar danys importants. El juliol de 1901, Walther va haver de fer grans reparacions a l'obra a causa dels efectes del temps.

### El mural sobre rajoles
Entre els anys 1904 i 1907, el fris danyat va ser substituït per rajoles ceràmiques perfectament adaptades de la fàbrica de porcellana de Meissen, que va utilitzar per primera vegada un nou procés, desenvolupat pel director tècnic de la fàbrica de porcellana de Meissen, Oberbergrat Heintze: les rajoles. primer es van premsar en sec a 1.380 °C. Es van cuinar a bon foc i després es van polir fins a les dimensions normals. Després es cobreix amb una capa de color base i es torna a coure. A continuació, els pintors de porcellana van transferir la imatge a les rajoles utilitzant les caixes de cartró originals utilitzades en la tècnica del rascat de guix. Per fer que les rajoles siguin duradores, es van tornar a coure amb foc viu. La fàbrica de porcellana de Meißen necessitava diversos forns per als processos de cocció individuals. L'execució va ser supervisada per l'antic cap de pintura de la fàbrica, Hofrat Sturm. Va tenir la difícil tasca d'assegurar-se que la pintura esgrafiada, així com la seva expressió global original, s'acoblaven a les rajoles amb la màxima precisió possible. Quan Hofrat Sturm es va jubilar a finals de 1904, el subcap de pintura, el pintor Gruft, va assumir la supervisió de l'execució artística de la Processó dels Prínceps. La pintura de les rajoles va començar a la fàbrica de Meißen el novembre de 1904 i l'última rajola es va pintar el març de 1906. Un total de deu pintors i nombrosos ajudants van participar en la pintura de les rajoles.

### Col·locació de rajoles
Les primeres rajoles van ser instal·lades el 15 d'abril de 1907 pels empleats de la Reial Fàbrica de Porcellana de Meißen, cosa que també s'evidencia amb una nota a la vora superior dreta de tota la pantalla. El 2 d'agost de 1907 es van acabar els treballs de col·locació, incloent-hi els treballs de neteja a la fàbrica. El 12 d'agost de 1907 es va desmuntar l'última bastida i es van retirar les restes de les lones de cobertura. Això va fer que el mural fet de porcellana de Meissen es pogués veure íntegrament per primera vegada.

## Persones representades
S'hi representen un total de 94 persones. Hi ha 34 margravis, ducs, electors i reis de Saxònia fins al rei Albert. Darrere del rei Albert, el seu germà Jordi, que aleshores encara era príncep, va ser inclòs a la processó, sense cap regnat enumerat a continuació. A més, s'hi representen 59 científics, artistes, artesans, soldats, nens i pagesos, quaranta-cinc cavalls i dos llebrers. A més dels representants de la Kreuzschule, la Universitat de Leipzig i la Royal Saxon Polytechnic Dresden, el pintor Ludwig Richter, els escultors Ernst Hähnel i Johannes Schilling i finalment el mateix Wilhelm Walther amb ajudants es poden veure darrere del seguici de caps de govern. Per agrair al seu mestre Julius Hübner per passar-li l'ordre i pel seu suport, se'l representa com la 12a persona des de la dreta, amb l'esborrany de la processó principesca a les seves mans. Excepte Enric I d'Eilenburg (vers 1089) i l'últim rei Frederic August III de Saxònia, tots els regents de la Casa de Wettin estan disposats en l'ordre del seu regnat. Per sota de tothom, a excepció del rei Albert, que encara regnava en aquell moment (només l'any que va prendre possessió) i el príncep Jordi, que encara no regnava (sense any), es pot llegir el nom i el regnat de la persona.

### Regents representats
- Conrad el Gran (1127–1156)
- Otó II de Meissen (1156–1190)
- Albert I de Meissen (1190–1195)
- Dietrich der Bedrängte (1195–1221)
- Heinrich der Erlauchte (1221–1288)
- Albrecht der Entartete (1288–1307)
- Albrecht der Entartete (1288–1307)
- Friedrich der Gebissene (1307–1324)
- Friedrich der Ernsthafte (1324–1349)
- Friedrich der Strenge (1349–1381)
- Friedrich der Streitbare (1381–1428)
- Ernst (1464–1486)
- Friedrich der Sanftmütige (1428–1464)
- Albrecht der Beherzte (1486–1500)
- Friedrich der Weise (1486–1525)
- Johann der Beständige (1525–1532)
- Johann Friedrich der Großmütige (1532–1547)
- Georg der Bärtige (1500–1539)
- Heinrich der Fromme (1539–1541)
- Moritz (1547–1553)
- August (1553–1586)
- Christian I. (1586–1591)
- Christian II. (1591–1611)
- Joan Jordi I de Saxònia (1611–1656)
- Joan Jordi II de Saxònia (1656–1680)
- Joan Jordi III de Saxònia (1680–1691)
- Joan Jordi IV de Saxònia (1691–1694)
- August II de Polònia (August el Fort, 1694–1733)
- Frederic August II de Saxònia (elector) (1733–1763)
- Frederic Cristià I de Saxònia (1763)
- Frederic August I de Saxònia (1763–1827)
- Antoni I de Saxònia (1827–1836)
- Frederic August II de Saxònia (1836–1854)
- Joan I de Saxònia (1854–1873)
- Albert I de Saxònia (1873–1902)
- Jordi I de Saxònia, es mostra aquí com un príncep (1902–1904)

## Dimensions
El Fürstenzug té 101,9 metres de longitud i 10,5 metres d'alçada. A causa de les 18 finestres a la part superior, la zona de rajoles només té 968 metres quadrats. Cada rajola mesura 20,5 x 20,5 centímetres. Per tant, hi ha col·locades a la paret aproximadament 23.000 rajoles.